# إكتوستيجات
الإكتوستيجات (الاسم العلمي:†Ichthyostegidae) هي فصيلة من الحيوانات المنقرضة تتبع أصنوفة الإكتوستيجيات من ضفدعيات الشكل.